# Montecristo (telenovela argentina)
Montecristo fue una telenovela argentina producida por Grupo Telefe, estrenada el 24 de abril de 2006 por Telefe que logró cosechar un gran éxito nacional e internacional. Es protagonizada por Pablo Echarri, Paola Krum y Joaquín Furriel. En su primer capítulo obtuvo 27.4 puntos de índice de audiencia -número que se incrementará posteriormente durante su emisión- alcanzando en el episodio final picos de 39,5 puntos de rating y obteniendo un promedio de 26.2, lo que equivale a más de 3,5 millones de espectadores aproximados. durante todo el año, lo que la transformaría en la serie más vista de Telefe del prime time en el siglo XXI y en una de las novelas de mayor índice de audiencia en la historia contemporánea de su país.
En líneas generales, la trama es una adaptación a la contemporaneidad de la obra El conde de Montecristo de Alejandro Dumas a través de la historia de Santiago Díaz Herrera, quien luego de ser traicionado por su mejor amigo -Marcos Lombardo- pierde todo. Concretamente, el desarrollo central de la ficción versa en como -10 años después- Santiago regresará para recuperar lo que algún día tuvo, vengándose de quienes lo "traicionaron". La ficción también marcó un hito dentro de su género al incluir en su argumento central la temática de los detenidos desaparecidos por el terrorismo de Estado en Argentina y la apropiación de menores en ese periodo dictatorial. En este marco, la irrupción y el éxito de esta telenovela fue y sigue siendo objeto de análisis de trabajos científicos.
El suceso desatado por la historia fue tal que, luego de agotar la versión original del clásico de Alejandro Dumas en numerosas librerías del país e incluso, haber publicado la propia versión escrita de la novela por parte de los libretistas, la teleserie se hizo acreedora de varios premios y homenajes, entre los que se destacaron la distinción otorgada por el Senado de la Nación Argentina, el reconocimiento de la Legislatura de la Ciudad Autónoma de Buenos Aires y desde lo artístico, cuatro Premios Clarín y siete Premios Martín Fierro, incluyendo el de oro, galardón máximo entregado por APTRA. A nivel internacional Montecristo fue vendida a más de 45 países y reversionada en otros ocho, obteniendo estas últimas adaptaciones también el reconocimiento del público.

## Trama
La historia comienza en el año 1995 en Argentina. Santiago Díaz Herrera (Pablo Echarri) es un flamante abogado que planea casarse con Laura Ledesma (Paola Krum) y transita el éxito en su carrera profesional al ser nombrado secretario de un juzgado. Pero su vida cambia rotundamente cuando su padre, el juez de la Nación Horacio Díaz Herrera (Mario Pasik), se pone al frente de una investigación sobre el funcionamiento de una maternidad clandestina en Campo de Mayo, durante la Dictadura militar de 1976-83 y en la cual habría estado implicado el Dr. Alberto Lombardo (Oscar Ferreiro), obstetra y a su vez padre de Marcos (Joaquín Furriel), el mejor amigo de Santiago. La situación empeora, a partir del enamoramiento no correspondido de Marcos hacia Laura, lo que provoca envidia de este último hacia Santiago. Angustiado por el mal momento que su amigo está a punto de pasar, Santiago oculta esta información sin sospechar también que Luciano (Esteban Pérez), el asistente de su padre y uno de los aspirantes al nombramiento que Santiago consiguió, también envidia profundamente su incipiente éxito profesional y está dispuesto a traicionar al juez a quien cree artífice del nombramiento de su hijo. Ante este panorama, Alberto se entera de las investigaciones del juez Díaz Herrera y decide hacer lo imposible para evitar que su nombre quede manchado, por lo que comienza a urdir un plan, a expensas de un viaje que Santiago y Marcos debían hacer hacia Marruecos, para participar en un campeonato de esgrima. Una vez con Santiago en Marruecos, Lombardo tiene éxito al mandar a matar al juez Díaz Herrera, mientras espera que Marcos haga lo propio con Santiago. En efecto, mientras recorrían el bazar marroquí, Santiago y Marcos son asaltados y consiguen librarse de sus asaltantes, aunque Santiago queda expuesto por haber matado a uno de ellos con la propia arma del asaltante. Ambos son perseguidos y finalmente apresados por la policía, sin embargo Marcos recupera su libertad de forma extraña, mientras que Santiago es sometido a una tortura que incluyó su ejecución de un disparo, por parte del malhechor sobreviviente, todo ante la desesperada mirada de Marcos, quien aun así, no intervino para salvar a su amigo, creyéndolo finalmente muerto.
Una vez consumada la "desaparición" de Santiago, Marcos comunica a todos la triste noticia, provocando que Laura caiga en un pozo depresivo, intentando suicidarse. Mientras tanto y tras sobrevivir a su fallida ejecución, Santiago es confinado a una mazmorra de Marrakech, donde pasa su vida en condiciones infrahumanas. Es allí donde un buen día, aparece en su celda el anciano Ulises (Ulises Dumont), quien intentando escapar, falla entrando a la celda de Santiago. Ambos se terminan haciendo amigos, lo que permite que Ulises le revele a Santiago su secreto mejor guardado.
Diez años después de estos sucesos, mientras Santiago continuaba confinado, en Buenos Aires Marcos consigue formar una familia, a costa del dolor de Laura. Ambos son padres de Matías (Milton de la Canal), un niño de 10 años que curiosamente, no guarda ningún parecido con Marcos. Alberto por su parte, rehace su vida al lado de Lola (Mónica Scapparone), mientras la ex-ama de llaves de los Díaz Herrera, Sara Caruso (Rita Cortese), huye hacia su Río Manso natal, llevándose a la esposa de Lombardo, Leticia Monserrat (María Onetto), luego de fraguar su muerte para protegerla, por haber atestiguado el momento en que Lombardo le daba a su mano derecha Lisandro Donoso (Roberto Carnaghi), la orden de eliminar al juez Díaz Herrera.
Al mismo tiempo, un incendio en la mazmorra de Marrakech deja moribundo a Ulises, quien con sus últimas fuerzas pide a Santiago que aproveche la oportunidad para escapar y poder recuperar su tesoro. Santiago escapa llegando a la playa marroquí, donde es rescatado por la Dra. Victoria Sáenz (Viviana Saccone), una cirujana plástica argentina que residía en España. Victoria ayuda a Santiago a rehacerse, mientras que un viejo aliado de Ulises, termina de allanar el retorno de Santiago a la Argentina. Ese aliado es el enigmático León Rocamora (Luis Machín), quien a través de documentos falsos, consigue lograr el regreso de Santiago, quien a partir de ese momento, pasó a asumir la identidad de Alejandro Dumas.
Una vez en Argentina, Santiago y Rocamora se reencuentran para buscar el tesoro de Ulises. Durante la búsqueda, descubren a un grupo de matones hostigando a un joven. Santiago y Rocamora rescatan a este joven, quien se da a conocer como Ramón (Maxi Ghione), un actor en apuros a raíz de un amorío con la esposa de un poderoso político. A ellos también se les suma Victoria, de quien se descubre que es hija de desaparecidos durante la dictadura y que se une a Santiago en busca de justicia y de un hermano desaparecido. Con todos estos ingredientes, Santiago inicia su plan, buscando su venganza, más allá de la justicia.

## Elenco

### Estables
| Actor o actriz     | Personaje             | Período en capítulos |
| ------------------ | --------------------- | -------------------- |
| Pablo Echarri      | Santiago Díaz Herrera | 1 - 145              |
| Paola Krum         | Laura Sáenz           | 1 - 145              |
| Joaquín Furriel    | Marcos Lombardo       | 1 - 145              |
| Oscar Ferreiro     | Alberto Lombardo      | 1 - 145              |
| Viviana Saccone    | Victoria Sáenz        | 1 - 145              |
| Roberto Carnaghi   | Lisandro Donosso      | 1 - 145              |
| Rita Cortese       | Sara María Carusso    | 1 - 143              |
| Luis Machín        | León Rocamora         | 3 - 145              |
| Esteban Pérez      | Luciano Mazello       | 1 - 103              |
| Virginia Lago      | Helena Luján          | 1 - 145              |
| Mónica Scapparone  | Lola Lombardo         | 1 - 145              |
| Celina Font        | Milena Salcedo        | 2 - 145              |
| María Abadi        | Érica Donosso         | 1 - 145              |
| Maxi Ghione        | Ramón Ortega          | 7 - 145              |
| María Onetto       | Leticia Lombardo      | 1 - 145              |
| Victoria Rauch     | Valentina Lombardo    | 1 - 145              |
| Milton de la Canal | Matías Díaz Herrera   | 1 - 145              |
| Eugenia Aguilar    | Camila Lombardo       | 1 - 145              |
| Horacio Roca       | Pedro Darrichón       | 1 - 145              |

### Participaciones
| Actor o actriz      | Personaje    | Período en capítulos | Cantidad de cap. |
| ------------------- | ------------ | -------------------- | ---------------- |
|                     | Clementi     | 2 -                  |                  |
| Rafael Amargo       | Iñaki        | 3 - 5, 42 - 46       | 8                |
| Soledad Comasco     | Mariana      | 3 -                  |                  |
|                     | Serafini     | 6 - 7                | 2                |
| Fabián Arenillas    | D'alessio    | 6 - 7                | 2                |
| Julieta Novarro     | Ana Medina   | 6 - 52               | 19               |
| Héctor Malamud      | Martínez     | 12 - 36              | 5                |
| Sebastían Boscán    | Camilo       | 13 -                 |                  |
| Fernanda Cantarella | Mirna        | 14 -                 |                  |
| Pablo Razuk         | Vito Cosutti | 15 - 32              | 15               |
| Violeta Lo Re       |              | 17                   | 1                |
| Daniel Peyran       | El Grillo    | 29 -                 |                  |
| Mario Moscoso       | Vecino       | ¿? - ¿?              |                  |
| Vera Carnevale      | Espiritista  | 77                   | 1                |
| Leandro Gaeta       | Munro        | 105 -                |                  |
|                     | Duquesa      | 108 -                |                  |

### Participaciones especiales
Personas reconocidos de la industria actoral interpretan personajes importantes para la trama.
| Actor o actriz           | Personaje            | Período en capítulos | Cantidad de cap. |
| ------------------------ | -------------------- | -------------------- | ---------------- |
| Mario Pasik              | Horacio Díaz Herrera | 1, 73                | 2                |
| Ulises Dumont            | Ulises               | 1 - 9,               | 5                |
| Jessica Schultz (actriz) | Úrsula               | 8 -                  |                  |
| Lucrecia Capello         | Susana Díaz          | 45 - 48, 54 - 55     | 7                |
| Alejandro Fiore          | Patricio Tamargo     | 55 -                 |                  |
| Mario Moscoso            | Espía de Lombardo    |                      |                  |
| Adrián Navarro           | Federico Solano      | 64 - 145             | 70               |
| Marcelo Alfaro           | Raúl Granados        | 82 -                 |                  |
| María Fiorentino         | María Solano         | 87 - 97              |                  |
| Nora Cárpena             | Mercedes Cortés      | 93 - 145             |                  |
| Villanueva Cosse         | Juez mediador        | 95 - 103             |                  |
| Vando Villamil           | Dr. Adolfo Nuñez     | 103 - 139            | 32               |
| Edward Nutkiewicz        | Fiscal               | 110 -                |                  |
| Enrique Liporace         | Dr. Aldo Calvino     | 128 -                |                  |

## Personajes
| Actor / Actriz     | Personaje                               | Descripción |
| ------------------ | --------------------------------------- | --- |
| Pablo Echarri      | Santiago Díaz Herrera / Alejandro Dumas | Joven abogado, carismático, seductor, honesto, que lo tenía todo: una carrera profesional en ascenso, gloria deportiva, una novia con la que estaba a punto de casarse, un padre ejemplar; queda preso durante 10 años en Marruecos adonde había ido para participar de un torneo de esgrima, víctima de una conspiración armada para ocultar crímenes de lesa humanidad ocurridos durante la dictadura militar. La conspiración, liderada por Alberto Lombardo con la complicidad de su hijo Marcos, mejor amigo de Santiago y compañero de esgrima que había viajado con él y de Luciano, asistente del Dr. Horacio Díaz Herrera, padre de Santiago, quien llevaba adelante la investigación de estos hechos, también alcanza a este quien es asesinado en la Argentina. Durante su detención también intentan acabar con la vida de Santiago y, de hecho, sus enemigos lo dan por muerto; pero el joven se salva milagrosamente y logra escapar con el mapa de un extraordinario tesoro que le da un compañero de la cárcel, Ulises, que muere en ella. Durante la fuga conoce a Victoria una médica argentina que, junto con Rocamora, amigo de Ulises y luego Ramón, un joven y díscolo actor formarán “su banda”. Cuando Santiago esta de regreso a la Argentina, tras enfrentar el dolor de la muerte de su padre y el casamiento de su novia Laura con Marcos, su amigo y traidor, encuentra el tesoro, se transforma en un magnate y, con todo el poder que le da esa fortuna, pergeña y lleva adelante su venganza.                                                    |
| Paola Krum         | Laura Ledesma / Sáenz                   | Joven y bella novia de Santiago. Estuvo perdidamente enamorada de él y soñó casarse pero la vida la arrasó con la súbita noticia de la muerte de su amado en Marruecos. Laura intenta entonces quitarse la vida pero es rescatada y en estas circunstancias se entera de que está embarazada lo que descubre como una señal para seguir adelante. Marcos, que está desde siempre enamorado de ella, la acompaña y sostiene, le propone casamiento para cuidarla a ella y a su niño a quien se ofrece a criar como propio. Abatida, Laura acepta; pero nunca dejó de amar a Santiago. No puede aceptar su muerte y tiene constantes discusiones con Marcos por este tema; hasta el punto en que piensa divorciarse pero la retiene su hijo, hoy de 10 años y lo que este pueda sentir al saber la verdad de su origen. Laura también tiene un tema con su propio origen ya que fue criada por sus tíos, luego según le contaron, que sus padres murieron en un accidente. Pero la realidad es que Laura es hija de desaparecidos y, es justamente la causa de sus padres (entre otras) la que provocó la reacción de Lombardo que terminó con la vida de Santiago y el padre. Laura desconoce completamente todo esto. Es una mujer dulce, que ama entrañablemente a su hijo y la danza (lo que cultiva secretamente porque a Marcos no le gusta que se dedique a esto); dedicada a su trabajo de kinesióloga y permanentemente torturada por el recuerdo del amor perdido, de la pareja que sostiene sin pasión y por la mentira que armó para darle a su hijo una “vida feliz”. |
| Joaquín Furriel    | Marcos Lombardo (†): Villano principal. | El mejor amigo y traidor de Santiago, quien, impulsado por el compromiso familiar y su secreta envidia por Santiago, es el artífice de su desgracia en Marruecos. Marcos siempre fue el segundo de Santiago en todo, pero principalmente en el corazón de Laura a quien ama de toda la vida. La muerte de Santiago le habilita el casarse con ella y está obsesionado por ocupar su lugar en el corazón de Laura. Consciente del amor que su mujer aún conserva por “el muerto”, alberga un profundo resentimiento que cubre con una imagen de “ganador” lo que, para afuera es ya que, abogado como Santiago, tiene un Estudio prestigioso al que llegan los casos más resonantes y “famosos”, pertenece a una de las familias más reconocidas de la sociedad, tiene un pasar económico de lujo y los placeres que quiere (lo que incluye a Milena, su amante), es campeón de esgrima y tiene una familia hermosa. Es la mano derecha (junto con Luciano) de su padre al que avala en sus negocios “turbios” y a quien lo une una relación complicada. Ama entrañablemente a “su hijo” Matías pero ni dudará en usarlo como moneda de presión para retener a Laura. Más adelante; aparecerá Santiago frente a Marcos, consiguiendo que su peor enemigo pierda a Laura y a su hijo dejando a Marcos con las manos vacías. Al final, secuestra a Laura, lucha con Santiago, le cae la viga , se cae del balcón y termina muriéndose. |
| Viviana Saccone    | Victoria Sáenz                          | Médica argentina residente en España desde los 8 años adonde se exilió junto con sus abuelos tras la detención de sus padres durante la dictadura militar, hoy desaparecidos. Su asignatura pendiente es encontrar a su hermano/a nacido/a en cautiverio ya que, al ser detenida, su madre estaba embarazada. Victoria, desencantada de su novio Iñaki que la engañó, conoce circunstancialmente a Santiago cuando este queda desvanecido en la orilla del Mediterráneo tras huir de la cárcel. Victoria lo rescata, lo auxilia y, con él, se le despiertan los anhelos de retomar la búsqueda de su hermano/a ya que Santiago es hijo de Horacio, quien la atendiera y ayudara en su momento en esta búsqueda. Victoria y Santiago sienten que sus destinos están unidos y regresan a la Argentina para ayudarse en sus mutuas “causas”. Pero Victoria se enamora de Santiago y sufre en silencio viendo cómo este cubre de odio y sed de venganza el tremendo amor que aún siente por Laura. Victoria es una profesional brillante que enseguida se pone a trabajar en Argentina. Es idealista y tiene un coraje a toda prueba. Para ayudar a Santiago se hacer pasar por la esposa de Rocamora. Al mismo tiempo se dedica, esta vez decidida a llegar hasta las últimas consecuencias, a buscar a su hermano/a lo que la llevará a una sorprendente revelación. |
| Oscar Ferreiro     | Alberto Lombardo (†): Villano.          | Fue médico durante la dictadura a la que ofreció “sus servicios” pero salió impune, sin ser rozado por este tema hasta que en 1995 su nombre aparece vinculado en una causa que investiga el Dr. Horacio Díaz Herrera, padre de Santiago con quien se conoce de toda la vida. Conocedor de la talla moral de Horacio, sabe que no podrá comprarlo por lo que orquesta su asesinato y el del hijo, Santiago, seguro de que este tiene información del caso antes de que la causa salga a la luz. “Liberado” del tema, dejó la medicina y es ahora dueño de “Lombardía”, un exquisito restaurante. Dueño y salón son “estrellas” de la noche porteña y de lo más encumbrado de la sociedad y el poder. Viudo, con dos hijos: Marcos y Valentina; vive en pareja con Lola, una atractiva mujer mucho más joven que él que le ha dado una hija más: Camila. Inescrupuloso, soberbio, con una ambición de poder desmedida y extraordinaria seducción, Alberto enfrenta un nuevo desafío: la política. Al final es asesinado por su hijo, Marcos. |
| Luis Machín        | León Rocamora                           | Principal compañero y apoyo de Santiago con quien irá construyendo una entrañable relación, basada primeramente en la condición de ambos de amigos de Ulises a quien adoraron. Rocamora fue socio de Ulises en el contrabando de arte, actividad que le viene de estirpe ya que pertenece a “familia de contrabandistas” por lo que Rocamora puede considerarse una leyenda viviente del tema. Por lealtad a Ulises ayuda a Santiago a salir de España y llegar a Argentina, pero se vuelve su socio ya que tiene los contactos que Santiago necesita para hacer plata el tesoro de Ulises. Ya subido al plan de venganza de Santiago será una pieza clave para su ejecución. Elegante, seductor, cultísimo, perspicaz aunque excéntrico y con costumbres de “divo” es un punto de equilibrio y contención fuerte para Santiago. |
| Milton de la Canal | Matías Lombardo / Díaz Herrera          | El hijo de Laura y Santiago, aunque lo ignora igual que todos y cree que Marcos es su papá. Es un niño inteligente, observador, suspicaz, muy encariñado con sus padres y mimoso de Laura. Igual que Santiago y Marcos practica esgrima. Las circunstancias de la trama lo llevan a hacerse amigo secreto de Santiago con quien desarrolla una hermosa y profunda relación que los va mutuamente comprometiendo. |
| Rita Cortese       | María Sara 'Sarita' Carusso (†)         | Ama de llaves y persona de confianza de los Díaz Herrera, crio a Santiago desde pequeño, al que ama como a un hijo y no se resigna a darlo por muerto. Tiene a buen resguardo la documentación que compromete a Lombardo y también a Leticia, la primera mujer de Alberto, a quien dan por muerta. Discreta, austera, íntegra y muy solitaria; amó secretamente al Dr. Horacio a quien religiosamente visita en su tumba y le jura que hará justicia, convencida de que murió a manos de Los Lombardo a quienes odia con toda su alma, incluyendo en esto a Laura, con quien, cuando fuera novia de Santiago, tenía muy buena relación. El regreso de Santiago es para ella un milagro cumplido y será clave su participación en el plan de venganza formando parte de “la banda” de Montecristo. Al final, es asesinada por Lisandro. |
| Roberto Carnaghi   | Lisandro Donosso: Villano.              | Personaje oscuro y violento. Mano de obra desocupada de la dictadura con la que colaboró como civil, nunca pudo integrarse realmente a la sociedad. Vive de changas esporádicas y, generalmente, a expensas de Alberto, pariente lejano de quien fue su principal secuaz en “otros tiempos”. Ahora a Lombardo lo “mancha” su cercanía y le hace sentir su desprecio, pero todo lo que Lisandro sabe de su pasado lo obliga a contenerlo. Lisandro fue quien concretamente mató a Horacio, asfixiándolo en la terapia intensiva adonde llegó delicadísimo después de una paliza que le dieron pero aún con vida. Es el asesino de Vito y más adelante, mataría a Sarita. Por su condición de “tío” de Laura está vinculado con los Lombardo. Está casado con Helena a quien sojuzga y en algún momento golpeaba, con quien tiene una hija bastante brava: Érica. Al final, queda preso por todos los delitos que cometió. |
| Maximiliano Ghione | Ramón Ortega                            | Otro de “la banda” de Montecristo, rescatado por Santiago cerca del tesoro en una situación límite, se le pega y termina siendo uno más del grupo. Muchacho simpatiquísimo, entrador, con múltiples habilidades principalmente con la computación y la actuación, es de suma utilidad para Santiago. Está, según dice, solo en el mundo y agradece la oportunidad de trabajar para Santiago por lo que levanta buena plata. Se enamora de Valentina, la hija de Lombardo, lo que va transformándose en un problema lo mismo que su comportamiento con ciertas vetas que despiertan sospechas acerca de quién es verdaderamente este “amigo”. |
| Esteban Pérez      | Luciano Mazello (†): Villano            | Joven y ambicioso abogado, proveniente de familia de clase media baja que se recibió con mucho sacrificio y esperaba el cargo que le dieron a Santiago y que él cree consiguió por acomodo ya que el juez que lo nombró era amigo de Horacio. Resentido lo encontró Alberto y, aprovechando su cercanía a Horacio, lo compró para que le dé información. Luciano lo hizo sin saber que esto costaría las vidas de Horacio y Santiago, pero la buena plata que consiguió más la puesta de un estudio a su nombre en sociedad con Marcos y todos los beneficios de estar cerca de Alberto le fueron más que suficientes para callar y ser cómplice de Los Lombardo con quienes también está unido por ser el novio de Valentina, su pasaporte de pertenencia a la familia para siempre. Sensual, atractivo y amante de todos los vicios es amante de Lola y de Érica, la hija de Lisandro; aunque a Valentina le hace “el novio perfecto” hasta que ella descubrió que un día Luciano se acostó con cuatro mujeres, Valentina se enfurece dejándolo y empieza a ser la novia de Ramón. Es asesinado por uno de los matones de Alberto. |
| Virginia Lago      | Helena Luján de Donosso                 | La sumisa y sufrida esposa de Lisandro a quien teme profundamente. Mujer fina y culta, para su extracto social, apagada en esa casa donde su marido la obliga a vivir como una oscura ama de casa. Pero la necesidad la lleva a ofrecerse como asistente de Lola (antes lo había sido de Alberto en su consultorio) y Lisandro acepta esta posibilidad por tratarse de conocidos. La cercanía con Alberto hace evidentes los sentimientos que Helena guarda secretamente hacia él aunque se preocupa de no dejarlos traslucir. Helena ha criado a Laura como hija, aunque por su naturaleza retraída, no ha sido de demostrarle afecto. Ahora está más cerca de su “sobrina” y empieza a preguntarse por el verdadero origen de la niña lo que altera muchísimo a Lisandro y la pone en riesgo. Tiene con este una hija propia: Érica con la que no gana para disgustos. |
| Mónica Scaparone   | Lola                                    | La pareja de Alberto con quien convive de hace años y tiene una hija, Camila. De familia muy pobre encontró en Alberto la posibilidad de escalar y cumplir su sueño de ser rica y “de sociedad”. Mujer de escasa cultura y solo dedicada a placeres superficiales (lo que incluye a su joven amante Luciano) vive torturada por la “oculta” competencia con Leticia, la mujer muerta de Alberto, con quien siempre sale perdiendo en las comparaciones salvo en lo que se refiere a edad y sexo para lo que es una verdadera maestra. Sufre el desprecio de Marcos y Valentina. Fue amante de juventud de Rocamora con quien la vida vuelve a cruzarla cuando este llega hecho todo un magnate, de regreso a la Argentina “casado” con Victoria. |
| María Onetto       | Leticia Monserrat de Lombardo           | Primera esposa y gran amor de Alberto, dada por muerta hace unos 10 años vive protegida (oculta en realidad) por Sarita en una capillita a cargo de un cura amigo de Horacio y Sarita al que Leticia recurrió desesperada con acusaciones gravísimas contra su esposo y en estado de shock. A partir de entonces la mujer padece una neurosis (reversible) que la mantiene naufragando entre el pasado y el presente con escasos momentos de lucidez y esporádicos brotes histéricos. Leticia, de raigambre aristocrática y de familia de clase alta fue el pasaporte de Alberto a esa clase social. Vivió feliz y enamorada de su esposo hasta que descubrió su participación en el proceso y sus manejos para deshacerse de Horacio y Santiago. Las amenazas de Alberto la hicieron huir. Sarita simuló un suicidio. Leticia es la madre de Marcos y Valentina a quienes extraña con desesperación. Leticia es testigo clave en toda esta historia por lo que es indispensable conseguir su curación. |
| Victoria Rauch     | Valentina Lombardo                      | La hija dilecta de Alberto, la joyita de la familia. Es una joven dulce, soñadora, cándida. Ama la música y canta en una banda, aunque hasta ahora no se animó a hacerlo profesionalmente. Está de novia con Luciano con quien siempre se siente en deuda porque siente que no le corresponde en la medida con que él la ama. Duda de seguir con él pero es como el “candidato impuesto por el padre” y le cuesta desprenderse de este lugar de darle al padre todos los gustos. Extraña mucho a su madre y le cuesta creer que se haya suicidado y rechaza de plano a Lola. Cuando conoce a Ramón se enamora de él lo que se va transformando en un importante conflicto en su vida. |
| María Abadi        | Érica Donosso                           | La hija “difícil” de Helena y Lisandro. Vive al límite. Experimenta con todo (libertinaje sexual, drogas) y siempre va por más. Obsesionada por salir de la vida mediocre que heredó de sus padres es capaz de todo por dinero. Busca la “guía” de su padrino Alberto y logra que la ponga a trabajar en el restaurante. Es amante de Luciano a quien ama sinceramente aunque lo oculta tras su coraza de superada. Tras su aspecto rebelde y medio rolling se oculta una chica terriblemente frustrada y amargada de la vida. |
| Celina Font        | Milena Salcedo                          | Joven inteligente y atractiva, trabaja en la administración del restaurante y es personal de mucha confianza de Alberto quien avala su relación clandestina con Marcos. Milena ama a Marcos y sufre su lugar de segunda pero lo acepta para mantenerlo cerca. Milena sabe todo de todos y todo lo que pasa en el restaurante destacándose por su elegante discreción y su apariencia de “incondicional” de Los Lombardo. |
| Horacio Roca       | Padre Pedro Darrichón                   | Sacerdote progre, amigo de Horacio y Sarita. Guarda en su capilla la documentación clave que incrimina a Alberto Lombardo y se expone terriblemente protegiendo a Leticia y a Sarita. Regentea un Hogar de Niños y es reservorio de muchos secretos recibidos en confesión. Por su compromiso es otro de “la banda” de Montecristo. |

### Muertes
| Actor o actriz   | Personaje                   | Autor Intelectual | Autor Material | Capítulo |
| ---------------- | --------------------------- | ----------------- | -------------- | -------- |
| Mario Pasik      | Horacio Díaz Herrera        | Alberto           | Lisandro       | 1        |
|                  | Serafini                    | Alberto           | Lisandro       | 7        |
| Pablo Razuk      | Vito Cosutti                | Lisandro          | Lisandro       | 32       |
| Julieta Novarro  | Ana Medina                  | Lisandro          | Lisandro       | 52       |
| Lucrecia Capello | Susana Díaz                 | Alberto           | Reclusa        | 92       |
| Esteban Pérez    | Luciano Mazello             | Alberto           | Sicario        | 102      |
| Vando Villamil   | Adolfo Nuñez                | Alberto           | Alberto        | 140      |
| Rita Cortese     | María Sara “Sarita” Carusso | Marcos            | Lisandro       | 143      |
| Oscar Ferreiro   | Alberto Lombardo            | Marcos            | Marcos         | 145      |
| Joaquín Furriel  | Marcos                      |                   | Viga           | 145      |

## Ficha técnica
- Una Producción de: Telefé Contenidos- Llorente & Villaruel
- Autores: Adriana Lorenzón – Marcelo Camaño
- Dirección Integral: Miguel Colom
- Dirección De Exteriores: Gabriel De Ciancio – Grendel Resquin
- Co-Director: Diego Sánchez
- Asistente de Dirección: Ricardo Calapeña
- Producción Ejecutiva: Claudio Meilan
- Coordinación De Producción: Alejandro Niveyro
- Producción: Alelén Villanueva, Alejandro Pis Sánchez, Ignacio Sanz,Paula Rial, Inés Leguizamón, Diego González.
- Productor Técnico: Leo Faggiani
- Posproducción: Andrés Palacios
- Musicalización: Maximiliano Riquelme
- Sonido: Jorge Civallero
- Escenografía: Martín Seijas
- Ambientación: Gabriela Pereyra – Belén García Posadas
- Iluminación: Pedro Suárez y Armando Catube
- Director De Fotografía: Pedro Suárez
- Vestuario: Anabella Mosca, Lucía Rosauer, Amelia Coral y Andrea Sancho

## Final
Durante la noche del 27 de diciembre de 2006 se proyectó en las pantallas gigantes del Luna Park el capítulo final de Montecristo. Alrededor de 7000 personas asistieron al evento organizado especialmente, generando un sold out en el recinto. También asistieron como invitados especiales las Abuelas de Plaza de Mayo, organismo que formó parte de la trama narrada de la novela. El índice de audiencia de la emisión final tuvo picos de 39,5 y promedió finalmente 34,6 puntos de rating.
Al igual que otras telenovelas exitosas de Telefe (Resistiré y Amor en custodia), Montecristo también tuvo ese día un espectáculo incluido. Marley ofició de conductor de la velada y el cantante David Bolzoni subió al escenario para interpretar los temas principales de la historia, que también se habían consagrado como éxitos: "Yo soy aquel" y "Hazme".

## Repercusiones
El impacto de Montecristo fue muy amplio: catalogada como un fenómeno de masas televisivo por su alto nivel de audiencia, para la crítica periodística e intelectual marcó un precedente en la manera de hacer ficciones dentro del género popular de telenovelas abordando temáticas sociales con sesgos pedagógicos que conjugó calidad, mensaje y la aceptación masiva del público:

[Montecristo] terminó siendo uno de los programas más emblemáticos de la televisión argentina. La “identidad” como concepto –y como derecho– se convirtió en el nuevo sello de la tira con estética de unitario (...) Abrió el camino de los ciclos llamados “de culto” que finalmente logran derribar prejuicios para transformarse en productos populares, sin por eso perder una gota de calidad.
Artículo Diario Clarín, 1 de octubre de 2013

El inédito enfoque televisivo sobre el pasado trágico trasciende el registro de la recordación o el homenaje para incluirlo como protagonista omnipresente en la trama (...) un culebrón que se corrió de los mundos ideales y los príncipes azules para hablar sobre el pasado reciente sin eufemismos ni juegos de palabras. [Montecristo] inaugura un nuevo registro: el de las telenovelas que no sólo son para verlas, sino fundamentalmente para escucharlas.
Artículo Diario Página 12, 28 de junio de 2006

El pasado y el presente se entrecruzan, ofreciendo al espectador una trama atractiva y a la vez un necesario ejercicio de la memoria (...) La telenovela Montecristo (...) se valió de las técnicas más sofisticadas de marketing (...) pero para generar un producto trascendente a tales pautas inmediatistas. Generó un fenómeno estético-político debido a la trama discursiva en que se inscribió todo un campo de reflexión.
Juan Jorge Michel Fariña, Doctorado en el Institut national de la santé et de la recherche médicale y Profesor de Psicología, Ética y Derechos Humanos, UBA

"Es una novela que, en vez de convocar a la ensoñación, convoca a realizar las tareas pendientes en la búsqueda de la identidad. En la Argentina, la preocupación por la identidad está presente, y no sólo en relación con los crímenes del terrorismo de Estado"
Silvia Bleichmar, Psicóloga, doctorada en psicoanálisis en la Universidad de París VII

Durante su emisión se triplicaron las denuncias en Abuelas de Plaza de Mayo-organización de derechos humanos argentina que tiene como finalidad localizar y restituir a sus legítimas familias todos los bebés y niños apropiados por la última dictadura militar- y aumentaron las consultas de jóvenes que tenían dudas sobre su identidad. Particularmente resonante fue el caso de Marcos Suárez Vedoya quien, en una escena de la trama de la novela que transcurría en la sede de la asociación civil, se reconoció en una foto de un bebé que la cámara tomaba en primer plano, convirtiéndose en el nieto N°85 que pudo restituir su identidad. En función de lo anterior Montecristo  recibió el reconocimiento del Senado de la Nación Argentina por su contribución en la lucha por la vigencia plena de los Derechos Humanos, y fue homenajeada también por la Legislatura de la Ciudad Autónoma de Buenos Aires, que reconoció, en la figura de sus creadores, su aporte a la lucha y compromiso con la recuperación de la identidad de niños apropiados durante la última dictadura y con la Memoria.
También desde lo social, el furor por la novela se trasladó a las librerías donde las ediciones del libro El Conde de Montecristo de Alejandro Dumas -sobre el cual se basó la teleserie- se agotaron en varias partes del país. En 2007, al año siguiente de finalizar la ficción, Marcelo Camaño y Adriana Lorenzón, autores de la novela, editararían su propio libro homónimo, titulado "Montecristo. Un amor, una venganza".
En cuanto a lo académico, proliferaron abordajes científicos sobre la telenovela, incluso la Universidad de Buenos Aires, dentro de la Cátedra I de Psicología, Ética y Derechos Humanos, se planteó un módulo didáctico a partir de ella para identificar las cuestiones Ética y de Derechos Humanos -derecho de identidad, ética profesional.- contenidas en Montecristo.
Además, esta ficción televisiva también sirvió como plataforma y auge de otra expresiones culturales vinculadas a la memoria  -Música por la identidad y Televisión por la identidad fueron ejemplo de ello- y de otras ficciones con contenido crítico-social, como Vidas Robadas y La Leona, entre tantas otras que le sucedieron.

## Versiones
Telefé Contenidos exportó la novela a más de 45 países, mientras que vendió a otros 8 el formato, lo cual incluía el guion, la música y también “la manera” de plasmarlo en un producto televisivo. Dependiendo el país, la adaptación incluyó algunos cambios.
- En Chile, Mega (2006-2007) realizó la adaptación de la telenovela con el mismo título: Montecristo, la cual fue protagonizada por Gonzalo Valenzuela, en el rol de Santiago, Ingrid Isensee como  Laura y Aline Küppenheim como Victoria. A diferencia de la versión original la trama central se relacionó con el tráfico de niños.

- En México, Televisión Azteca (2006-2007) lanzó su adaptación también con el mismo título-Montecristo- protagonizada por el actor argentino Diego Olivera y la actriz mexicana Silvia Navarro. Al igual que en la versión chilena, y a diferencia de la versión original, la trama central se relacionó con el tráfico de niños. La novela tuvo excelentes niveles de audiencia Al Igual En los demás países donde se emitió o adaptó, volvió a repetir su transmisión en el año 2011, volvió A Ser Un Éxito .[53]

- En Portugal, el canal de televisión SIC (2007) produjo la adaptación de Montecristo  que se llamó Vingança (Venganza), y tuvo como protagonistas al actor Diogo Morgado personificando a Santiago, y como Laura, a la actriz internacional Lucía Moniz, reconocida por su rol en la película de Hollywood Love Actually. La canción de entrada -así como también varios temas que musicalizaron las escenas románticas- fueron traducidos e interpretados por el grupo portugués Anjos, que debido al éxito -y promovido por la emisora- publicaría un CD con la banda sonora de la telerie.[54] La novela fue todo un suceso en ese país y el canal volvió a repetir su transmisión en el año 2013.[55]

- En Colombia Montecristo (2007-2008) se presentó en el horario de la noche, a cargo de Caracol Televisión. Conservó el guion y la música original. Estuvo protagonizada por Juan Carlos Vargas y Paola Rey.

- En Rusia (2008) la versión se desarrolló bajo el nombre de Монтекристо. La canción de entrada y la música instrumental permanecieron intactas, pero en idioma ruso. La novela fue también sumamente exitosa.[56][57]

- En Turquía, la cadena de televisión Show Tv (2009), realizó una adaptación bajo el nombre de Ezel. En este caso, la trama varió en cuanto al enfoque temporal y otros detalles en relación con los personajes, conservando la esencia de Montecristo en relación con el amor y a la venganza. Fue sumamente exitosa en varios países donde se emitió.[58][59][60]

- En Italia, Mediaset (2011) la reversionó con el título Un amore, una vendetta y fue emitida por el Canal 5. A diferencia de la original, fue adaptada como serie en 8 capítulos y sus protagonistas fueron Alessandro Preziosi, Lorenzo Flaherty y Anna Valle. La versión tuvo un excelente nivel de audiencia.[61][62]

- En México, Televisa (2016) realizó una segunda versión para este país bajo el título de Yago, que a su vez fue una readaptación de la versión turca, Ezel.

## Premios y nominaciones
| Año  | Premio               | Categoría                         | Nominado         | Resultado |
| ---- | -------------------- | --------------------------------- | ---------------- | --------- |
| 2006 | Premio Clarín        | Mejor Ficción Diaria Drama        | Montecristo      | Ganadora  |
| 2006 | Premio Clarín        | Actriz de Drama                   | María Onetto     | Ganadora  |
| 2006 | Premio Clarín        | Actriz de Drama                   | Viviana Saccone  | Nominada  |
| 2006 | Premio Clarín        | Actor de Drama                    | Roberto Carnaghi | Ganador   |
| 2006 | Premio Clarín        | Actor de Drama                    | Joaquín Furriel  | Nominado  |
| 2006 | Premio Clarín        | Actor de Drama                    | Oscar Ferreiro   | Nominado  |
| 2006 | Premio Clarín        | Revelación femenina               | María Abadi      | Ganadora  |
| 2006 | Premio Clarín        | Revelación femenina               | Victoria Rauch   | Nominada  |
| 2006 | Premio Martín Fierro | Martín Fierro de oro              | Montecristo      | Ganador   |
| 2006 | Premio Martín Fierro | Mejor Telenovela                  | Montecristo      | Ganador   |
| 2006 | Premio Martín Fierro | Actriz Protagonista de Novela     | Paola Krum       | Nominada  |
| 2006 | Premio Martín Fierro | Actriz Protagonista de Novela     | Viviana Saccone  | Ganadora  |
| 2006 | Premio Martín Fierro | Actor Protagonista de Novela      | Joaquín Furriel  | Nominado  |
| 2006 | Premio Martín Fierro | Actor Protagonista de Novela      | Pablo Echarri    | Ganador   |
| 2006 | Premio Martín Fierro | Actriz de reparto en Drama        | Mónica Scaparone | Nominada  |
| 2006 | Premio Martín Fierro | Actriz de reparto en Drama        | Celina Font      | Nominada  |
| 2006 | Premio Martín Fierro | Actriz de reparto en Drama        | Virginia Lago    | Nominada  |
| 2006 | Premio Martín Fierro | Actor de reparto en Drama         | Luis Machín      | Nominado  |
| 2006 | Premio Martín Fierro | Actor de reparto en Drama         | Oscar Ferreiro   | Nominado  |
| 2006 | Premio Martín Fierro | Actor de reparto en Drama         | Roberto Carnaghi | Ganador   |
| 2006 | Premio Martín Fierro | Revelación                        | María Abadi      | Nominada  |
| 2006 | Premio Martín Fierro | Revelación                        | María Onetto     | Ganadora  |
| 2006 | Premio Martín Fierro | Participación especial en Ficción | Nora Cárpena     | Ganadora  |